# Star Wars: Ewoks
Star Wars: Ewoks, cunoscut și sub numele de Ewoks, este un serial animat de televiziune care prezintă personajele Ewok care apar prima dată în Războiul stelelor - Episodul VI: Întoarcerea lui Jedi   (1983) și descoperite în continuare în Caravan of Courage: An Ewok Adventure (1984) și în continuarea sa Ewoks: The Battle for Endor (1985). Serialul a fost produs de Nelvana, cu sediul în Canada, pentru Lucasfilm și a fost difuzat de ABC, inițial împreună cu seria înfrățită Droids (ca parte a The Ewoks and Droids Adventure Hour).
A avut 2 sezoane a câte 26 episoade (35 de segmente).